# Qualifying School
Qualifying School (часто встречается сокращённое название Q School) — новая серия любительских снукерных турниров, созданная в качестве замены International Open Series.

## История
Идея была предложена действующим председателем WPBSA Барри Хирном; в некоторых частях она берёт за основу аналогичное соревнование в гольфе. Серия проходит под эгидой World Snooker.
Серия состоит из трёх последовательных турниров длительностью чуть менее недели каждый; все турниры (этапы) имеют любительский статус, несмотря на то, что в них могут участвовать и некоторые игроки мэйн-тура (не входящие в топ-64 мирового рейтинга). Финальный матч в каждом из этапов отсутствует, так как уже те, кто дойдут до полуфинала, становятся победителями, обеспечив себе место в мэйн-туре на следующий сезон. Соответственно, снукеристам, достигшим последней стадии хотя бы на одном из турниров Q School, уже не будет никакой необходимости участвовать в следующих этапах.
Все турниры проходят по олимпийской системе, с матчами до 4 побед (best of 7). На каждый из них планируется собирать свыше 120 участников, при том, что вступительный взнос составляет 1 000 фунтов стерлингов (победители этапов также получают по тысяче призовых). Вместе с тем, существуют определённые ограничения на набор игроков — на время подачи заявки они должны входить в состав национальной снукерной федерации, а также на момент начала турнира быть в возрасте не менее 16 лет.
Главные отличия Q School от своего «предшественника» PIOS в том, что в мэйн-тур по его итогам попадают 12 игроков (ранее — 8), а также меньшем количестве этапов и более сжатом сроке (всего около 3 недель на всю серию Q School против полного сезона в PIOS). Кроме того, изменилось и место проведения игр — со снукерного центра Понтинс (Уэльс) на снукерную академию в Шеффилде.
Для любителей, желающих участвовать в новой серии, были сделаны несколько других различных турниров под управлением главных региональных снукерных клубов и академий Великобритании. Они обеспечивают снукеристам соревновательную подготовку к Q School. Также некоторые любители сыграли на этапах профессионально-любительской серии Players Tour Championship, что можно считать дополнительной хорошей подготовкой.
Первая серия Qualifying School прошла с 11 по 28 мая 2011 года, то есть, после завершения сезона мэйн-тура чемпионатом мира.